# Arbácegui y Guerricaiz
Arbácegui y Guerricaiz (em castelhano) ou Munitibar-Arbatzegi Gerrikaitz (em basco) é um município da Espanha na província da Biscaia, comunidade autónoma do País Basco, com 24,1 km² de área. Em 2021 tinha 484 habitantes (densidade: 20,1 hab./km²).

## Demografia
| Variação demográfica do município entre 1991 e 2004 | Variação demográfica do município entre 1991 e 2004 | Variação demográfica do município entre 1991 e 2004 | Variação demográfica do município entre 1991 e 2004 |
| --------------------------------------------------- | --------------------------------------------------- | --------------------------------------------------- | --------------------------------------------------- |
| 1991                                                | 1996                                                | 2001                                                | 2004                                                |
| 455                                                 | 397                                                 | 390                                                 | 385                                                 |

1. ↑  «Cifras oficiales de población resultantes de la revisión del Padrón municipal a 1 de enero» (ZIP). www.ine.es (em espanhol). Instituto Nacional de Estatística de Espanha. Consultado em 19 de abril de 2022